# Атанас Димитров (футболист)
Вижте пояснителната страница за други личности с името Атанас Димитров.
Атанас Николаев Димитров е български футболист продукт на Академия Литекс и бивш младежки национал, състезател на Ботев (Враца).

## Състезателна кариера
Син е на двукратния шампион с екипа на „оранжевите“ Николай Димитров-Джайч. Играе като опорен халф, силният му крак е десният. Роден е в Петрич, но от четиригодишен живее и учи в Ловеч, където татко му е футболист в ония години. През 2001 г. прави първите си стъпки във футбола като започва да тренира при треньора Митко Маринов в ДЮШ на Литекс. Под негово ръководство през 2005 г. юношите на Литекс род. 1992 печелят международен турнир по футбол проведен в Ерфурт Германия, а малкия Джайч става голмайстор на турнира. Преминава през всичките възрастови формации на ловчанлии, а треньори още са му били специалисти като Пламен Линков, Петко Петков и Евгени Колев. С отбора на Литекс участва в редица първенства и турнири от които е носител на различни индивидуални награди. През 2009 г. с „оранжевите“ и старши треньор Евгени Колев достига до финал за Купата на БФС при юношите старша възраст, родени през 1991 г. В Правец Литекс губи драматично финала от Левски (София) със 7:8 след изпълнение на дузпи (1:1 в редовното време). Пак през същата година и отново в Правец с юношеската формация на Литекс водена от старши треньора Петко Петков взима участие в VI издание на международния футболен турнир за юноши „Юлиян Манзаров“.
„Оранжевите“ с Наско в състава си попадат в т.нар. „желязна група“ в които са още отборите на ЦСКА (София), Левски (София) и Стяуа Букурещ. „Оранжевите“ завършват на първо място и се класират на финал. Там за трофея спорят с „гранда“ Барселона и след победа с 1:0 печелят турнира. През сезон 2008/09 Наско се състезава както за своята възрастова група в Академията, така и за дублиращия отбор на Литекс. Добрите игри на младока не остават незабелязани и логично идва признанието. Новият старши треньор на Литекс Ангел Червенков го кани в мъжкия състав за контролата с Етър ВТ и така на 9 септември 2009 г. малкия Джайч прави неофициален дебют за първия състав. Шампион на България с дублиращия отбор на Литекс за сезон 2009/10. Шампион на България за юноши старша възраст в Елитна юношеска група до 19 години за сезон 2010/11. След края на сезона от Литекс му предлагат тригодишен професионален договор. От началото на сезон 2011/12 е пратен под наем в елитния Ботев (Враца).

## Национален отбор
През 2006 г. получава първата си повиквателна за юношеския Национален отбор (родени 1992 година) воден от Борис Ангелов. С него същата година взима участие на турнира „Никола Котков“, на който печели наградата за „Най-добър състезател с №10“. През 2007 г. с юношеския Национален отбор до 15 г. отново със старши треньор Борис Ангелов взима участие в престижен международен турнир проведен в Италия с участието на общо 32 отбора. Има изиграни мачове още срещу Румъния и два срещу Грузия.

## Успехи
- Международен юношески турнир „Юлиян Манзаров“ – 2009
- Шампион на България при юноши младша възраст родени 1992 г. – 2009
- Шампион на България в Дублираща футболна група – 2009/10
- Шампион на България при юноши старша възраст до 19 г. – 2010/11